# Takanori Hashimoto
Pour les articles homonymes, voir Hashimoto.
Takanori Hashimoto est un joueur de shōgi professionnel japonais né le 3 mars 1983 à Komatsu. Deux fois candidat au titre de Ryuo (en 2012 et 2019), et huitième dan (classé en ligue A du Meijin en 2012-2013), il a pris sa retraite de joueur professionnel en 2021.

## Biographie et carrière
Takanori Hashimoto est né en mars 1983 à Komatsu dans la préfecture d'Ishikawa et est devenu professionnel en avril 2001.
En 2011-2012, lors du Kisei 2012 il bat Akihito Hirose au premier tour et parvient en quart de finale et perd face à Masataka Goda. Lors du Ryuo 2011-2012, il remporte la finale du tournoi de classement, groupe 2 du Ryuo en battant Takayuki Yamasaki. Lors de la phase finale (le tournoi des candidats) du Ryuo, il bat Yoshiharu Habu en quart de finale et est battu en demi-finale par Toshiaki Kubo.
En février 2012, il finit premier, avec 9 victoires et 3 défaites, du tournoi de classement, groupe B1 du Meijin et est promu l'année suivante (2012-2013) dans le groupe principal des candidats au titre de Meijin. Il est le deuxième joueur de l'histoire du shogi à être promu en ligue A du Meijin sans avoir auparavant remporté un tournoi ou un prix de shogi.
À la fin de l'année 2012, il occupe la onzième place dans le classement des gains des joueurs. En 2013, il finit dixième et dernier de la ligue A du Meijin et est rétrogradé en deuxième division (groupe B1).
En 2013, Takanori Hashimoto parvient en finale du tournoi Ginga-sen et fut battu par Akira Inaba. En 2014, il est battu en demi-finale de la Coupe NHK après avoir fait un coup illégal (parachuter un pion sur une colonne où figure déjà un pion non promu). En 2016, il perd à nouveau en demi-finale de la Coupe NHK.
En 2019-2020, il parvient en finale du tournoi de classement, groupe 2 du Ryuo en battant Toshiyuki Moriuchi et perd la finale face à Amahiko Sato. Lors de la phase finale (le tournoi des candidats) du Ryuo, il est battu en quart de finale par Daisuke Suzuki.
Il a été classé 7e dan à partir de septembre 2006 et a le grade de 8e dan professionnel depuis février 2012 et son accession à la ligue A du Meijin.
En novembre 2022, il démissionne de son statut de membre de la Fédération japonaise de shogi.
Le 20 juillet 2023, il est arrêté pour tentative de meurtre contre son ex-femme (33 ans) et son père (68 ans).